# Ronde van Vlaanderen 2004/Startlijst
Onderstaand het deelnemersveld van de 88e Ronde van Vlaanderen verreden op 4 april 2004. De Duitser Steffen Wesemann (T-Mobile) kwam in Meerbeke als winnaar over de streep. De vijfentwintig deelnemende ploegen konden acht renners selecteren.
Deze editie van de Ronde van Vlaanderen was de laatste gereden door drievoudig winnaar Johan Museeuw. De Leeuw van Vlaanderen en oud-wereldkampioen zette op 14 april 2004, na het rijden van de Scheldeprijs in Schoten, een punt achter zijn loopbaan als beroepswielrenner. Museeuw reed voor de Belgische formatie Quick-Step–Davitamon en werd vijftiende.
Museeuws rivaal van weleer Peter Van Petegem (Lotto–Domo), de Zwarte van Brakel en tweevoudig winnaar, droeg nummer één als titelverdediger en werd zestiende. De Spaanse wereldkampioen Igor Astarloa reed mee voor het Franse Cofidis.
Vier ploegen haalden voltallig de finish: Quick-Step–Davitamon, Rabobank, Fassa Bortolo en Team CSC.

## Ploegen
| K = Kopman | DNF = Niet uitgereden | Vb. = Nationale kampioen op de weg 2003 |

### Lotto–Domo
1.  Peter Van Petegem K

2.  Wim Vansevenant

3.  Aart Vierhouten

4.  Niko Eeckhout DNF

5.  Leif Hoste 

6.  Léon van Bon

7.  Thierry Marichal

8.  Serge Baguet

### Chocolade Jacques–Wincor Nixdorf
11.  Jans Koerts K DNF

12.  Dave Bruylandts 

13.  Bert Hiemstra

14.  Gerben Löwik DNF

15.  Chris Peers

16.  Geert Verheyen

17.  Jan van Velzen

18.  Bart Voskamp

### Landbouwkrediet–Colnago
21.  Jacky Durand DNF

22.  Ludo Dierckxsens K

23.  Ludovic Capelle DNF

24.  Geert Van Bondt

25.  Lorenzo Bernucci

26.  Marc Streel DNF

27.  Tony Bracke

28.  Bert De Waele

### Mr. Bookmaker–Palmans–Collstrop
31.  Andy De Smet DNF

32.  Roger Hammond

33.  Johan Coenen

34.  Geert Omloop 

35.  Jo Planckaert K

36.  Erwin Thijs

37.  Peter Wuyts

38.  Michel Vanhaecke

### Quick-Step–Davitamon
41.  Paolo Bettini 

42.  Tom Boonen

43.  Wilfried Cretskens

44.  Kevin Hulsmans

45.  Servais Knaven

46.  Johan Museeuw K

47.  Luca Paolini

48.  Stefano Zanini

### Vlaanderen–T Interim
51.  Steven Caethoven DNF

52.  Geoffrey Demeyere DNF

53.  Jan Kuyckx

54.  Jehudi Schoonacker DNF

55.  Wim Van Huffel K

56.  Wesley Van Speybroeck DNF

57.  Frederik Willems DNF

58.  Bart De Spiegelaere DNF

### Team CSC
61.  Jimmi Madsen

62.  Frank Høj

63.  Kurt-Asle Arvesen

64.  Lars Michaelsen

65.  Michele Bartoli K

66.  Thomas Bruun Eriksen

67.  Tristan Hoffman

68.  Maximilian Sciandri

### Euskaltel–Euskadi
71.  Mikel Artetxe

72.  Koldo Fernández DNF

73.  Markel Irizar DNF

74.  Iñigo Landaluze DNF

75.  Egoi Martínez DNF

76.  Aketza Peña Iza DNF

77.  Aitor Silloniz DNF

78.  Josu Silloniz

### Liberty Seguros
81.  René Andrle DNF

82.  Dariusz Baranowski DNF

83.  Carlos Barredo DNF

84.  Allan Davis DNF

85.  Rafael Díaz Justo DNF

86.  Javier Ramírez DNF

87.  Luis León Sánchez DNF

88.  Jesús Hernández DNF

### Relax–Bodysol
91.  Bart Dockx DNF

92.  Xavier Florencio

93.  Nico Mattan K

94.  Bert Roesems

95.  Wim De Vocht

96.  James Vanlandschoot

97.  Johan Vansummeren

98.  Preben Van Hecke DNF

### AG2r–Prévoyance
101.  Laurent Brochard K

102.  Jaan Kirsipuu

103.  Andy Flickinger

104.  Stéphane Bergès DNF

105.  Joeri Krivtsov

106.  Jean-Patrick Nazon DNF

107.  Erki Pütsep

108.  Mark Scanlon  DNF

### Cofidis
111.  Igor Astarloa 

112.  Jimmy Casper DNF

113.  Jimmy Engoulvent

114.  Peter Farazijn DNF

115.  Stuart O'Grady  K

116.  Staf Scheirlinckx

117. — 

118.  Matthew White DNF

### La Française des Jeux.com
121.  Baden Cooke K DNF

122.  Bradley McGee DNF

123.  Bernhard Eisel

124.  Frédéric Guesdon

125.  Christophe Mengin

126.  Francis Mourey DNF

127.  Fabien Sanchez DNF

128.  Matthew Wilson DNF

### Gerolsteiner
131.  Robert Förster DNF

132.  Danilo Hondo

133.  Sebastian Lang DNF

134.  Olaf Pollack DNF

135.  Michael Rich DNF

136.  Marco Serpellini

137.  Peter Wrolich

138.  Markus Zberg K DNF

### T-Mobile
141.  Mario Aerts

142.  Rolf Aldag

143.  Sergej Ivanov

144.  Andreas Klier K

145.  Stephan Schreck

146.  Daniele Nardello

147.  Jan Schaffrath

148.  Steffen Wesemann 

### Alessio–Bianchi
151.  Magnus Bäckstedt

152.  Fabio Baldato K

153.  Marcus Ljungqvist DNF

154.  Cristian Moreni

155.  Martin Hvastija

156. — 

157.  Scott Sunderland

158. —

### Fassa Bortolo
161.  Fabian Cancellara

162.  Juan Antonio Flecha K

163.  Kim Kirchen

164.  Alberto Ongarato

165.  Roberto Petito

166.  Filippo Pozzato

167.  Fabio Sacchi

168.  Frank Vandenbroucke

### Lampre
171.  Gianluca Bortolami K

172.  Paolo Bossoni

173.  Matteo Carrara DNF

174.  Alessandro Cortinovis

175.  Luciano Pagliarini DNF

176.  Alessandro Ballan

177.  Romāns Vainšteins

178.  Andrej Hauptman DNF

### Saeco
181.  Gabriele Balducci

182.  Giosuè Bonomi DNF

183.  Mirko Celestino

184.  Stefano Casagranda

185.  Salvatore Commesso

186.  Paolo Fornaciari

187.  Jörg Ludewig

188.  Dario Pieri K

### Domina Vacanze
191.  Aleksandr Kolobnev

192.  Massimiliano Mori

193.  David Clinger

194.  Gabriele Colombo K DNF

195.  Andris Naudužs

196.  Gian Matteo Fagnini DNF

197.  Aleksandr Bajenov 

198.  Massimo Giunti DNF

### Rabobank
201.  Óscar Freire K

202.  Michael Boogerd

203.  Erik Dekker

204.  Steven de Jongh

205.  Maarten den Bakker

206.  Karsten Kroon

207.  Roy Sentjens

208.  Marc Wauters

### Phonak
211.  Michael Albasini DNF

212.  Oscar Camenzind K

213.  Martin Elmiger

214.  Bert Grabsch

215.  Uroš Murn

216.  Grégory Rast

217.  Nicolas Jalabert

218.  Aljaksandr Oesaw DNF

### US Postal–Berry Floor
221.  Antonio Cruz

222.  Stijn Devolder

223.  Vjatsjeslav Jekimov DNF

224.  Ryder Hesjedal DNF

225.  George Hincapie K

226.  Benoît Joachim 

227.  Pavel Padrnos DNF

228.  Max van Heeswijk

### Illes Balears–Banesto
231.  Daniel Becke DNF

231.  Antonio Colom DNF

233.  Isaac Gálvez DNF

234. — 

235.  Pablo Lastras

236.  José Antonio López DNF

237.  Steffen Radochla DNF

238. —

### Crédit Agricole
241.  Stéphane Augé DNF

242.  Julian Dean DNF

243.  Sébastien Hinault

244.  Thor Hushovd K

245.  Lilian Jégou DNF

246.  Mads Kaggestad DNF

247.  Cédric Hervé

248.  Bradley Wiggins DNF

## Afbeeldingen

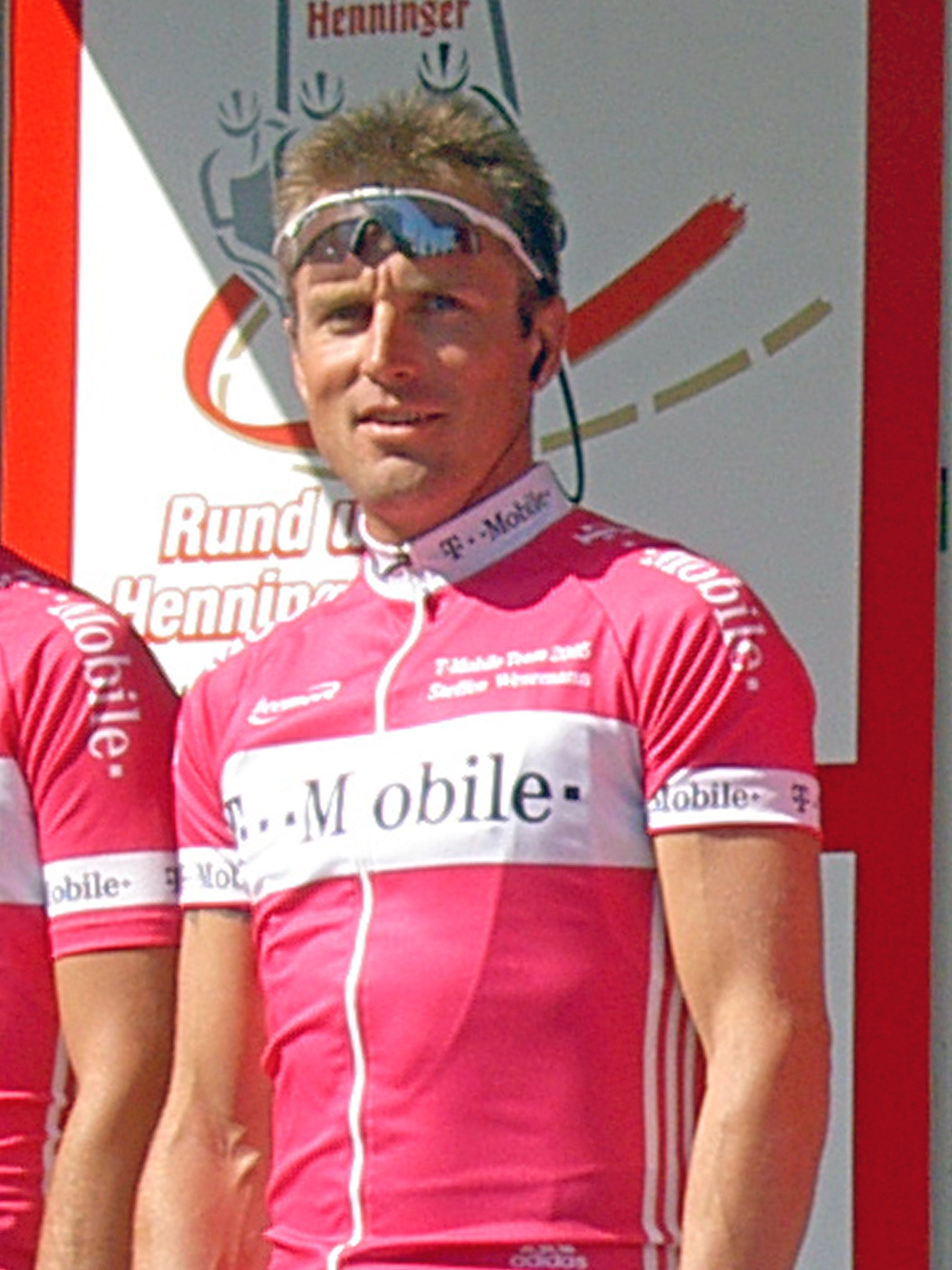
Steffen Wesemann
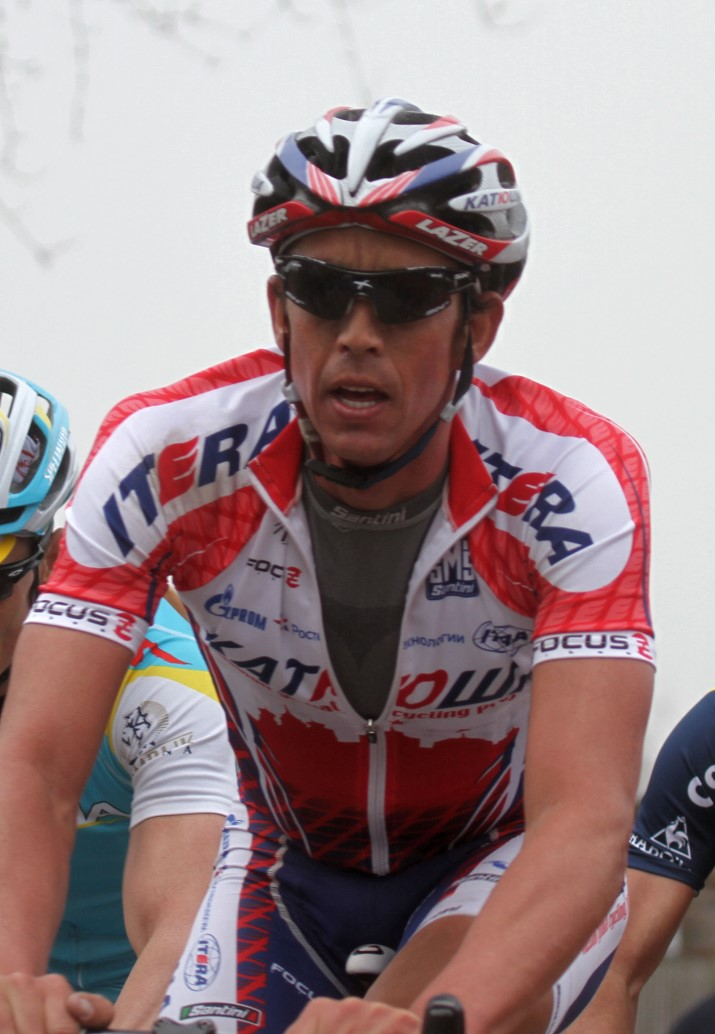
Leif Hoste
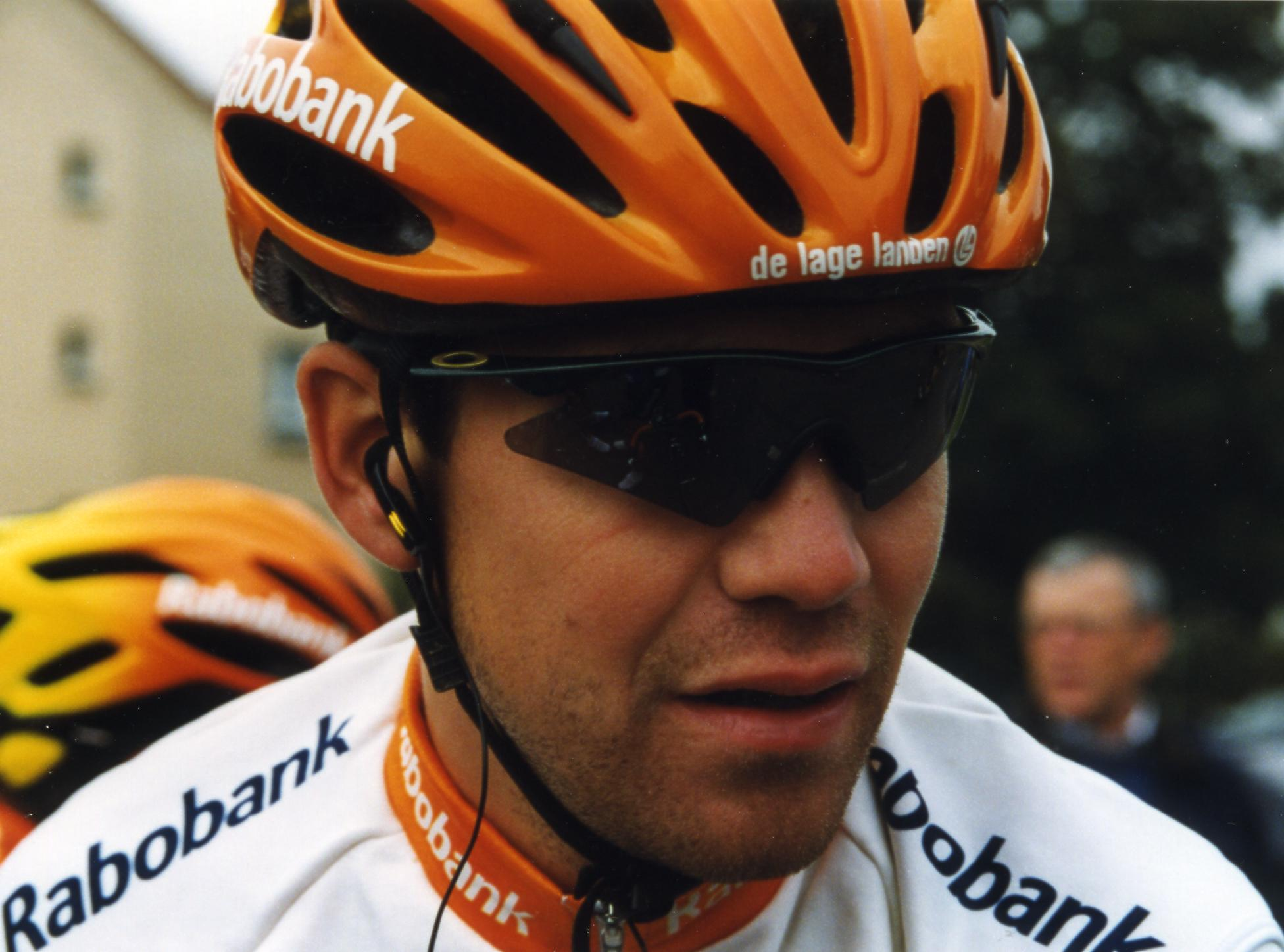
Léon van Bon
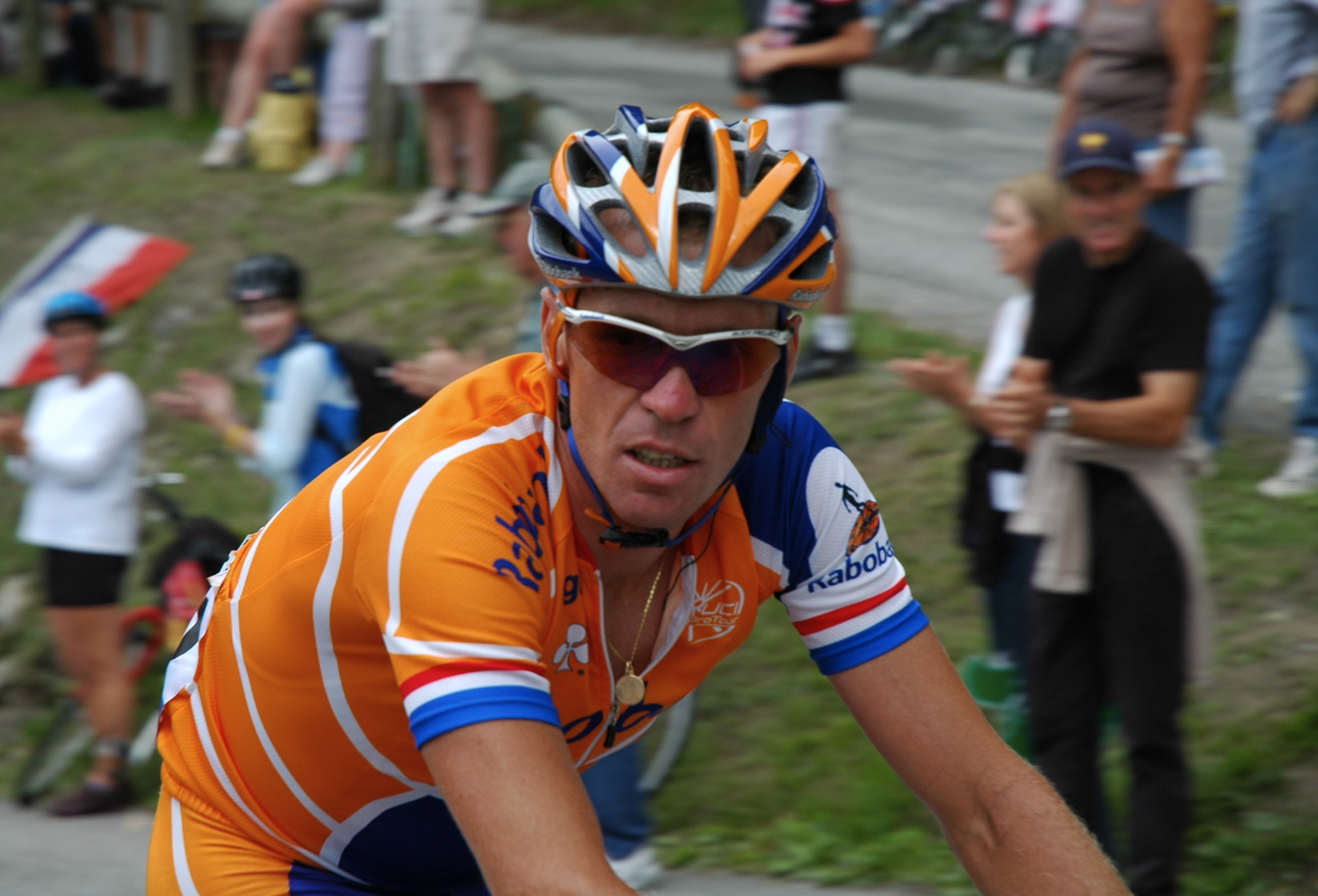
Erik Dekker
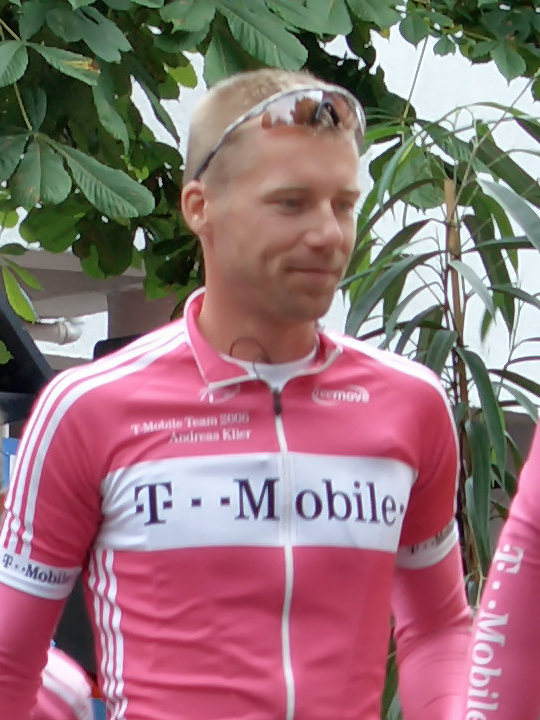
Andreas Klier
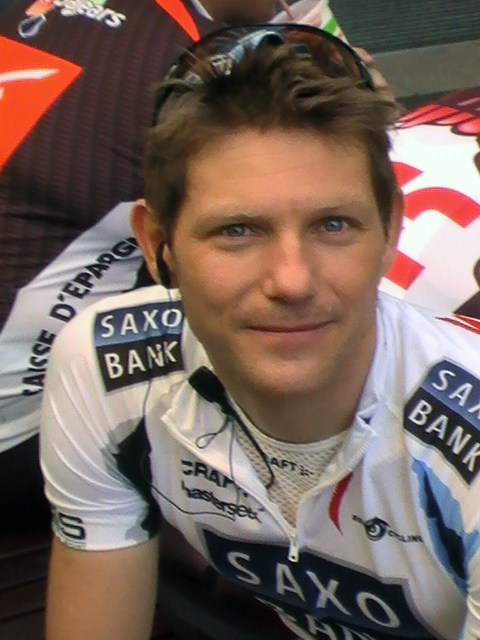
Frank Høj
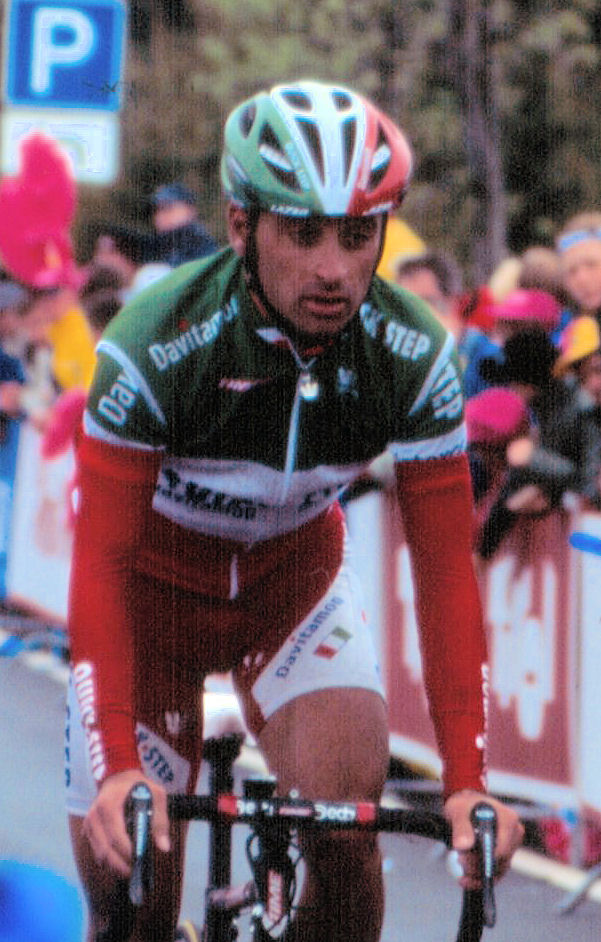
Paolo Bettini
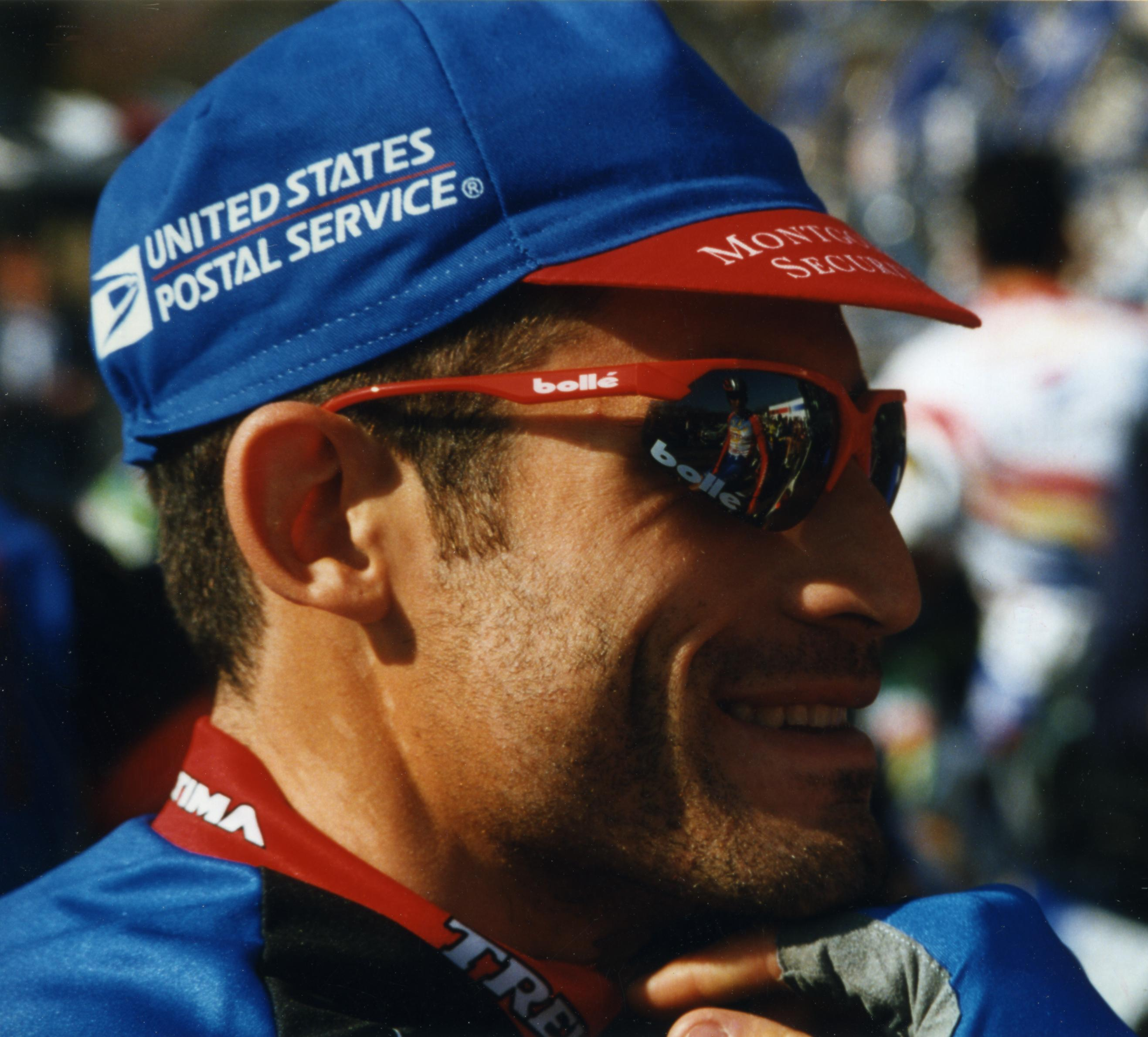
George Hincapie

1913 · 
1914 · 
1915 · 
1916 · 
1917 · 
1918 · 
1919 · 
1920 · 
1921 · 
1922 · 
1923 · 
1924 · 
1925 · 
1926 · 
1927 · 
1928 · 
1929 · 
1930 · 
1931 · 
1932 · 
1933 · 
1934 · 
1935 · 
1936 · 
1937 · 
1938 · 
1939 · 
1940 · 
1941 · 
1942 · 
1943 · 
1944 · 
1945 · 
1946 · 
1947 · 
1948 · 
1949 · 
1950 · 
1951 · 
1952 · 
1953 · 
1954 · 
1955 · 
1956 · 
1957 · 
1958 · 
1959 · 
1960 · 
1961 · 
1962 · 
1963 · 
1964 · 
1965 · 
1966 · 
1967 · 
1968 · 
1969 · 
1970 · 
1971 · 
1972 · 
1973 · 
1974 · 
1975 · 
1976 · 
1977 · 
1978 · 
1979 · 
1980 · 
1981 · 
1982 · 
1983 · 
1984 · 
1985 · 
1986 · 
1987 · 
1988 · 
1989 · 
1990 · 
1991 · 
1992 · 
1993 · 
1994 · 
1995 · 
1996 · 
1997 · 
1998 · 
1999 · 
2000 · 
2001 · 
2002 · 
2003 · 
2004 · 
2005 · 
2006 · 
2007 · 
2008 · 
2009 · 
2010 · 
2011 · 
2012 · 
2013 · 
2014 · 
2015 · 
2016 · 
2017 · 
2018 · 
2019 · 
2020 · 
2021 · 
2022 · 
2023 · 
2024
Lijst van beklimmingen